# Die grünen Fensterläden
Die grünen Fensterläden (französischer Originaltitel: Les volets verts) ist ein Roman des belgischen Schriftstellers Georges Simenon, der vom 16. bis 27. Januar 1950 in Carmel-by-the-Sea, entstand und im September desselben Jahres beim Pariser Verlag Presses de la Cité veröffentlicht wurde. Die deutsche Übersetzung von Alfred Günther erschien 1953 in der Deutschen Verlags-Anstalt.
Der „große Maugin“ ist ein bekannter und erfolgreicher französischer Schauspieler, der sich aus kleinen Verhältnissen nach oben gearbeitet hat. Wenige Tage vor seinem 60. Geburtstag wirft ihn die Diagnose eines Arztes aus der Bahn.

## Inhalt
Mit 59 Jahren ist Émile Maugin, genannt „der große Maugin“, auf dem Höhepunkt seiner Karriere angekommen. Aufgewachsen in der Vendée und aus ärmlichen Verhältnissen stammend – sein Vater war Alkoholiker, die Mutter Gelegenheitsprostituierte –, hat er sich über Jahre des Tingeltangels auf Varietés und Jahrmärkten nach oben gearbeitet und ist nun ein gefeierter Film- und Bühnenstar. Nach zwei Scheidungen – die erste Frau, eine alternde Grande Dame des französischen Theaters, verschaffte ihrem jungen Protegé die ersten Theaterrollen, die zweite, eine südamerikanische Schönheit, hatte neben ihm zahlreiche Liebhaber –, hat er in der erst 22-jährigen Alice seine große Liebe gefunden. Doch auch sie geht fremd, ihre Tochter ist nicht von ihm, in einem Restaurant begegnet er erstmals ihrem Geliebten. Sein leiblicher Sohn Emile Cadot hingegen, das Kind einer außerehelichen Affäre, bekommt sein Leben nicht auf die Reihe und bettelt den Vater regelmäßig um Geld an. Dabei ist er nur einer von zahlreichen Bittstellern, die Tag für Tag die Garderobe des berühmten Schauspielers belagern und sich von ihm Hilfe und Unterstützung erhoffen.
Die Diagnose eines Arztes, der dem 59-Jährigen das abgenutzte Herz eines 75-Jährigen bescheinigt und ihm nur bei Schonung noch einige Jahre gibt, wirft Maugin aus der Bahn. Er spürt zum ersten Mal, wie verbraucht und müde er am Ende seines kräftezehrenden Lebens ist. Aus seinen laufenden Verträgen heraus flieht er vor sämtlichen Verpflichtungen an die Côte d’Azur, um sich beim Fischen zu erholen. Doch auch hier kommt er nicht zu sich, lösen bloß neue Anforderungen die alten ab, denen er sich noch weniger gewachsen fühlt. Zudem zieht er sich beim Tritt in einen Angelhaken eine Infektion zu, die wegen seines schwachen Herzens nicht behandelt werden kann. Er reist zurück nach Paris, wo er zwei Jugendfreunde trifft, die im Gegensatz zu ihm nie den Sprung aus der Erfolglosigkeit geschafft haben und nun als Clochards vegetieren. In der folgenden Nacht mit einer Prostituierten kollabiert Maugin und bekommt nur noch im Delirium mit, wie er von seinem besorgten Sekretär Adrien Jouve ins Krankenhaus gebracht wird. Im Todeskampf phantasiert er sich in eine Gerichtsverhandlung, in der über seine Schuld geurteilt wird. Er begreift, dass er sein Leben vor allem aus einem bestanden hat: aus Flucht. Es scheint greifbar vor ihm zu liegen, vor was er geflohen ist und was er immerzu gesucht hat, doch er vermag es nicht mehr auszusprechen. Als sein Herz aussetzt, bekennt er der Krankenschwester seine Schuld: Er hat ins Bett gemacht. Von den Titeln der Zeitungen prangt bereits die Nachricht seines Todes.

## Interpretation

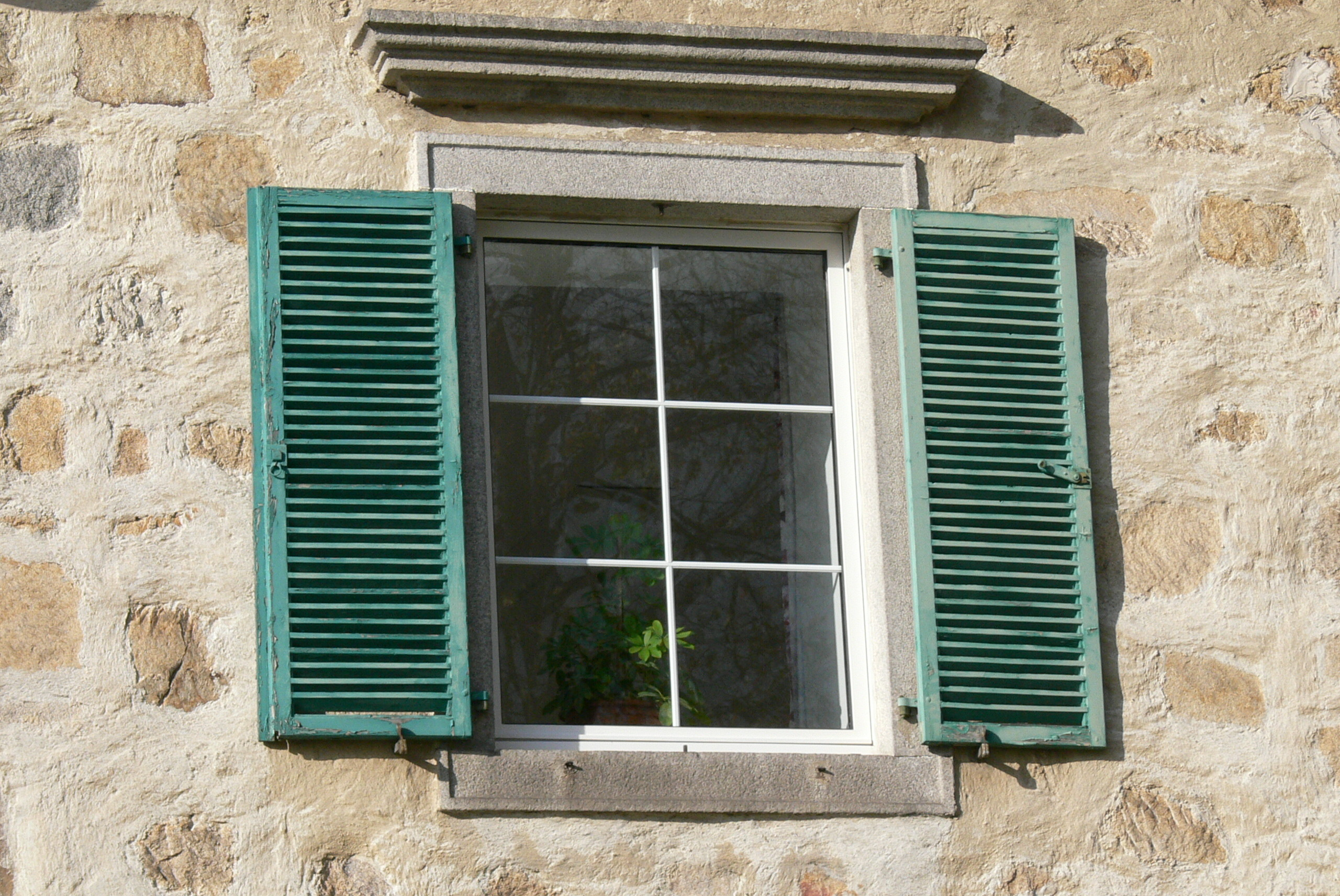
Grüne Fensterläden werden im Roman zu einem Symbol für häusliches Idyll.

Laut Lucille F. Becker ist das Thema der Krankheit als auslösendes Moment von Selbsterkenntnis kein seltenes Sujet in der Literatur. Sie verweist etwa auf Der Tod des Iwan Iljitsch von Tolstoi und Der Zauberberg von Thomas Mann, doch nie zuvor sei die Nichtigkeit der menschlichen Existenz mit solch unerträglicher Rigorosität vorgeführt worden wie in Die grünen Fensterläden. Der Roman vereine zahlreiche der Hauptthemen aus Simenons Werk: die psychischen Prägungen aus der Kindheit, Schuldgefühle, die aus dem Verrat der eigenen Ideale rühren, Einsamkeit, Verbannung, Alkohol, Vergeblichkeit von Flucht und den Körper als Ausdruck der kranken Seele. Am Beispiel Maugins führe Simenon vor, dass es nicht auf das Ziel, sondern ausschließlich auf den Weg dorthin ankomme, die Energie und den Enthusiasmus, mit denen man es jagt. Nachdem Maugin sein Ziel erreicht hat, entdeckt er bloß seine Nichtigkeit. Seine Gefühle von Schuld und Entfremdung seien typisch für Simenons Protagonisten. Sie illustrierten Camus’ These, dass kein Mensch jemals vollkommen schuldig oder unschuldig sei, und sie gehen mit Maigrets Weigerung einher, einen Täter für seine Taten zu verurteilen.
Franz Schuh beschrieb den Roman als „ein Meisterwerk, das davon erzählt, wie einer mit seinem Leben fertig wird“, im Sinne, dass er es zu Ende bringt. Der Protagonist sei „ein Mensch, der in seinem Inneren nicht zu Hause ist[;] er will da nicht sein, wo er sein muss.“ Durch Simenons Schilderung widerfahre der eigentlich unsympathischen Figur Gerechtigkeit und er stelle sich als ein Mensch heraus, der nur versucht, mit seinem Leben fertigzuwerden. Die titelgebenden grünen Fensterläden, die im Roman der Ausdruck einer Sehnsucht nach einem idyllischen Heim sind, den zuerst Maugins erste Frau träumt, später Maugin selbst, nannte Schuh „die blaue Blume des Spießers“. Welche Bedeutung sie auch für ihren Autor hatten, zeigte sich wenige Monate nach der Niederschrift des Romans, als Simenon in Lakeville, Connecticut, die so genannte Shadow Rock Farm erwarb, in der er die folgenden fünf Jahre leben sollte: ein altes weißes Holzhaus mit grünen Fensterläden.

## Hintergrund
Die grünen Fensterläden wurde häufig als Schlüsselroman über den französischen Schauspieler Raimu gelesen, der 1946 gestorben war. Simenon wehrte sich stets gegen diese Lesart, insbesondere da er mit Raimu befreundet gewesen war. Privat beschrieb er die Figur Émile Maugin als ein Amalgam aus verschiedenen Schauspielern, darunter Harry Baur, Michel Simon, Charlie Chaplin und vor allem W. C. Fields. Um den Gerüchten entgegenzutreten, verfasste er jedoch eine Vorbemerkung, in der er seine Romanfigur von all diesen Vorbildern distanzierte. Er wies auch Verbindungen seiner eigenen Biografie zu derjenigen Maugins zurück und behauptete, von der ärztlichen Untersuchung zu Beginn des Romans abgesehen, gebe es nur verstörende Koinzidenzen zwischen ihm und seiner Romanfigur.
Tatsächlich erhielt Simenon 1940, als er während der Besetzung Frankreichs in der Vendée lebte, selbst die Diagnose eines Arztes, sein Herz sei verbraucht und er habe nur bei strikter Enthaltsamkeit noch wenige Jahre zu leben. Unter dem Eindruck dieser Diagnose verlebte er die folgenden Monate in Todesangst und schrieb seine Memoiren nieder. Erst 1944 wurde sie von Pariser Spezialisten als Fehldiagnose entlarvt. Simenon äußerte selbst, die Passage im Roman sei kaum fiktional und entspreche seinem damaligen Erleben. Es gibt jedoch auch eine ganze Reihe weiterer Parallelen zwischen Romanfigur und Autor. So erinnert die Affäre des Schauspielers mit seinem Dienstmädchen an Simenons eigene Beziehung zu seinem Hausmädchen Boule, die dann Die grünen Fensterläden auch zu ihren Lieblingsbüchern von Simenon zählte. Es werden zahlreiche Handlungsorte erwähnt, die für Simenons Beziehung mit seiner ersten Frau Tigy eine wichtige Rolle gespielt haben, so der Boulevard des Batignolles, der Place Constantin-Pecqueur oder das Fouquet’s. Weitere Gemeinsamkeiten reichen vom exzessiven Alkoholkonsum und den Eifersuchtsanfällen bis zu einem Boot mit dem Namen „Girelle“. Nicht zuletzt sieht Stanley G. Eskin auch eine Parallele von Maugins Gefühl von Desillusionierung mitten im öffentlichen Erfolg zu Simenons eigener Lebenssituation, so dass er urteilte: „Mit Maugin schuf er eine komplexe Figur mit Stärken und Schwächen, die in besonderem Maße den Widersprüchen seiner eigenen Persönlichkeit entsprach.“

## Rezeption
Simenon betrachtete den Roman, der in einer Phase der Euphorie und der intensiven schriftstellerischen Arbeit nach der Geburt seines zweiten Sohnes in Amerika entstand, als ein Hauptwerk in seinem Œuvre. Er bezeichnete ihn als „vielleicht jenes Buch, das die Kritiker seit Langem von mir gefordert haben und das ich immer gehofft habe, eines Tages zu schreiben“. Viele Kritiker stimmen bis heute mit dieser Einschätzung überein. Zu den Bewunderern des Buches gehörten Simenons früherer Verleger Gaston Gallimard und der Schriftsteller Henry Miller, der nach der Lektüre des Romans sowie Brief an meinen Richter Simenons Bedeutung wesentlich höher einschätzte als seinen Ruf. Simenons Biograf Patrick Marnham hält es ebenso für einen der besten Romane des Autors wie seine Kollegin Lucille F. Becker. Der Science-Fiction-Autor Andreas Eschbach wählte den Roman für einen Sammelband über Autoren und ihre Lehrmeister aus und erläuterte an seinem Beispiel, wie Simenon seine Romane aus den Figuren entstehen ließ und ganze Szenen aus einzelnen Details.
Charles J. Rolo, der Kritiker der New York Times gestand ein, den Roman und das Unglück seines Helden nicht verstanden zu haben. Dennoch erkannte er in der Kraft und Präzision des Romans, seinem brutalen Humor und seiner leidenschaftlichen Menschlichkeit Balzac’sche Qualitäten. Die Hauptfigur habe „eine tragische Würde und Stärke“. Kirkus Reviews fand im Roman „eine präzise Zergliederung, sowohl medizinisch als auch emotional-pathologisch, die eher von den Geistern von Tod und Verzweiflung überlagert wird als vom üblichen Mörderthema.“ Laut Peter Kaiser ist die Rechenschaft, die der Sterbende sich selbst ablegt, „so schonungslos und kämpferisch wie Maugins Leben und – das Herzzerreissenste, was Simenon je geschrieben hat.“
Unter der Regie von Gert Westphal entstand 1964 eine Hörspielbearbeitung für SWF und WDR. Gustav Knuth sprach den Emile Maugin. 1988 verfilmten Milan Dor und Milo Dor Les volets verts als österreichisch-französischen TV-Film im Rahmen der Reihe L’heure Simenon. Die Rolle des Emil spielte Armin Mueller-Stahl.

## Ausgaben
- Georges Simenon: Les volets verts. Presses de la Cité, Paris 1950 (Erstausgabe).
- Georges Simenon: Die grünen Fensterläden. Übersetzung: Alfred Günther. Deutsche Verlags-Anstalt, Stuttgart 1953.
- Georges Simenon: Die grünen Fensterläden. Übersetzung: Alfred Günther. Kiepenheuer & Witsch, Köln 1964.
- Georges Simenon: Die grünen Fensterläden. Übersetzung: Alfred Günther. Heyne, München 1975, ISBN 3-453-12101-5.
- Georges Simenon: Die grünen Fensterläden. Übersetzung: Alfred Günther. Diogenes, Zürich 1977, ISBN 3-257-20373-X (erste ungekürzte Ausgabe).
- Georges Simenon: Die grünen Fensterläden. Ausgewählte Romane in 50 Bänden, Band 28. Übersetzung: Alfred Günther. Diogenes, Zürich 2012, ISBN 978-3-257-24128-0.
- Georges Simenon: Die grünen Fensterläden. Neuübersetzung: Elisabeth Edl und Wolfgang Matz. Nachwort von Wolfgang Matz. Kampa, Zürich 2023, ISBN 978-3-311-13370-4.